# 奧克蘭 (密蘇里州拉克利德縣)
奧克蘭（英語：Oakland）是位於美國密蘇里州拉克利德縣的非建制地區。

## 歷史
奧克蘭的郵局於1849年設立，1863年關閉又於1865年重啟，其後於1955年停運。

## 地理
奧克蘭所處的海拔為高於海平面380米（即1247英呎），而該地所採用的時區為UTC-6，即北美中部時區（CST）。同時該地設有夏令時間，為UTC-6調快一小時，即UTC-5（CDT）。